# Олава
Ола́ва (пол. Oława, чеськ. Olava, нім. Ohlau) — місто в південно-західній Польщі, у межиріччі Олави та Одри, за 27 км на південний схід від Вроцлава.
За даними 2020 року, місто населяли 33 108 мешканців. Адміністративний центр Олавського повіту Нижньосілезького воєводства.

## Клімат
| Клімат Олави            | Клімат Олави | Клімат Олави | Клімат Олави | Клімат Олави | Клімат Олави | Клімат Олави | Клімат Олави | Клімат Олави | Клімат Олави | Клімат Олави | Клімат Олави | Клімат Олави | Клімат Олави |
| Показник                | Січ.         | Лют.         | Бер.         | Квіт.        | Трав.        | Черв.        | Лип.         | Серп.        | Вер.         | Жовт.        | Лист.        | Груд.        | Рік          |
| Середня температура, °C | −2,2         | −1,2         | 2,8          | 8,3          | 13,7         | 17,2         | 18,8         | 18,0         | 14,3         | 8,7          | 4,0          | 0,2          | 8,5          |
| Норма опадів, мм        | 24           | 28           | 33           | 40           | 65           | 62           | 109          | 66           | 43           | 40           | 37           | 33           | 580          |
| ----------------------- | ------------ | ------------ | ------------ | ------------ | ------------ | ------------ | ------------ | ------------ | ------------ | ------------ | ------------ | ------------ | ------------ |
| Джерело:                |              |              |              |              |              |              |              |              |              |              |              |              |              |

## Історія

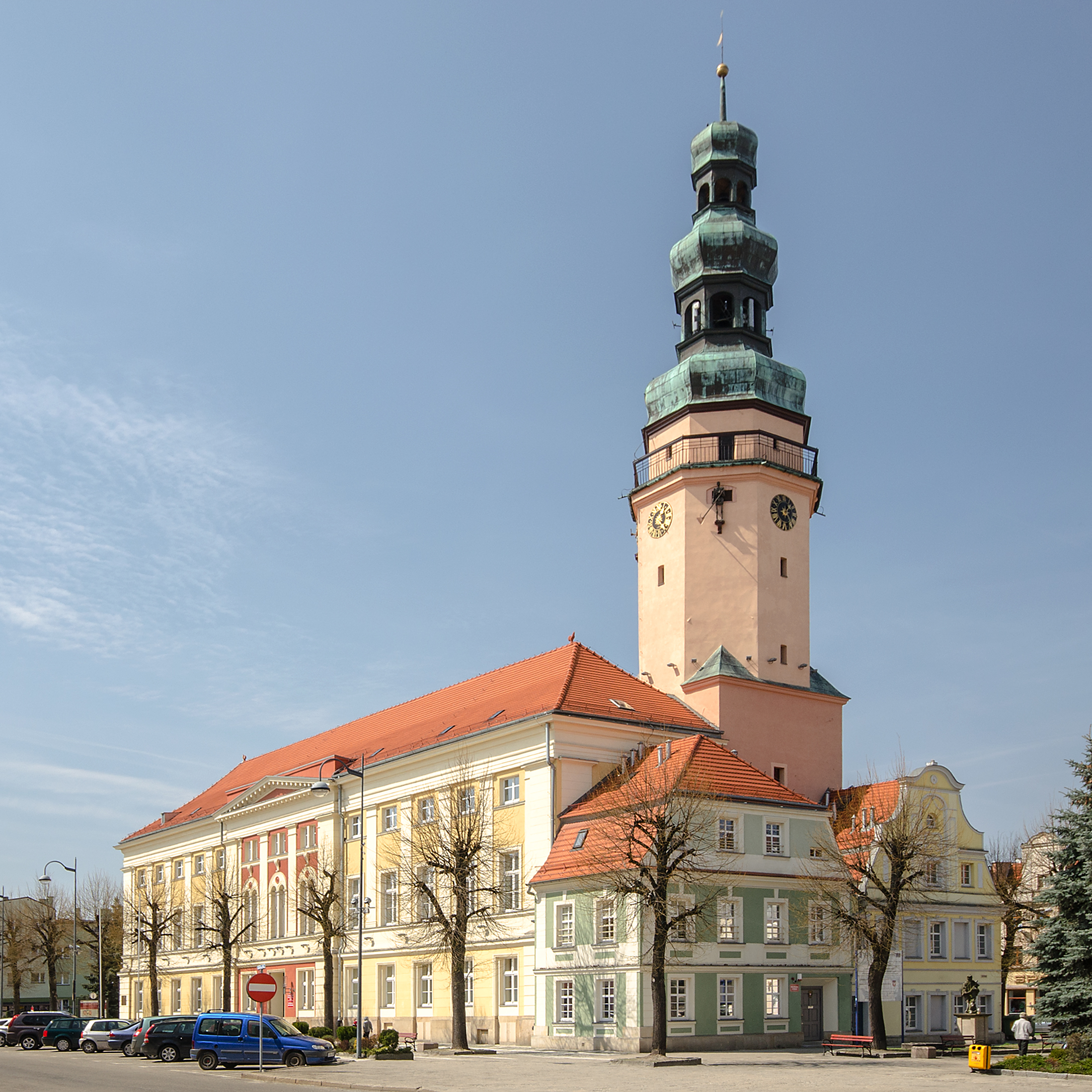
Ратуша

У XII столітті в районі злиття річок Одри та Олави існував замок. Вперше згадується в письмових згадках, як Олава — 1149 році. У 1206 Генріх І Бородатий захопив Опольське князівство куди входили і землі містечка Олави. Пізніше місто отримало свій герб галльського півня на червоному полі.
Незважаючи на те, що Олава була зруйнована монголами в 1241 році, пізніше вона стала процвітати. Тут працював монетний двір, який випускаа монети з золота та срібла із зображенням герба. У 1282 році Генріх IV Пробус надав можливість будівництва 12 майстерень та використання лук, води і ріллі. З 1317 місто отримало мера та раду. З 1329 Олава під сюзеренітетом короля Чехії.
Під час гуситського руху місто було спалене в 1429 році, а в 1437 знелюдніло внаслідок епідемії чуми. У 1474 поляки здобули поблизу міста перемогу над військами короля Матвія Корвіна. У 1502 місто постраждало внаслідок пожежі. Від чергової епідемії чуми Олава постраждала в 1588 році.
За час тридцятирічної війни місто кілька разів переходило з рук в руки, а 19 травня 1634 було цілком спалене.
У середині XVII століття місто стало мовною межею між польською та німецькими мовами з домінуванням першої. Після Сілезьких війн 1742—1763 років відходить до Королівства Пруссія з цього часу починається германізація регіону.
У XVII — XVIII століттях місто стає осередком переробки бавовни. У 1842 році починає діяти залізнична ділянка Вроцлав — Олава.
Саме з військового аеродрому міста здійнялись німецькі бомбардувальники 1 вересня 1939 року. Наступ Червоної армії в січні 1945 змусив до втечі німецьке населення міста. Згідно з положеннями Ялтинської конференції та Потсдамської конференції, у 1945, місто як і Німецька Сілезія на схід від річок Одера і Нейсе була передана до Польщі. Після депортування німців у 1946, місто було включене до новоствореної провінції Вроцлав.
У 1975—1998 роках місто входить до Вроцлавського воєводства.
До 1992 у місті розташовувався військовий гарнізон ЗС СРСР Північної групи військ.
Після адміністративної реформи 1999 місто входить до Нижньосілезького воєводства.
29 травня 2009 Олаву відвідав президент Польщі Лех Качинський — це перший в історії візит глави держави до міста.

## Демографія
Демографічна структура станом на 31 березня 2011 року:
|          | Загалом | Допрацездатний вік | Працездатний вік | Постпрацездатний вік |
| -------- | ------- | ------------------ | ---------------- | -------------------- |
| Чоловіки | 15360   | 2917               | 10640            | 1803                 |
| Жінки    | 16487   | 2713               | 9631             | 4143                 |
| Разом    | 31847   | 5630               | 20271            | 5946                 |

## Транспорт
Дорожня інфраструктура:
Через місто проходять дороги: національна дорога № 94, дороги воєводства № 396, № 455, дороги повітові № 1567D, № 1570D, № 1571D, № 1572D, № 1574D, № 1575D, № 1576D, № 1577D, № 1578D, № 1580D, № 1581D, № 1582D, та № 1584D.
Залізнична інфраструктура:
Із заходу на схід йде двоколійна електрифікована залізнична лінія № 132. У місті є залізнична станція. По маршруту Вроцлав — Олава поїзди почали працювати з 1842 року, ця лінія є найстаршою в даній частині Польщі.
Водний транспорт:
Розташування міста над Одрою сприяє розвитку внутрішнього водного транспорту.

## Освіта
Школи і освітні установи в місті Олава.
Муніципальні дитячі садки:
- Шкільний та дошкільний заклад № 1;
- Муніципальний дитячий садок № 2;
- Муніципальний дитячий садок № 3;
- Муніципальний дитячий садок № 4.

Початкові школи:
- Початкова школа № 1;
- Початкова школа № 2;
- Початкова школа № 3;
- Початкова школа № 4 імені Івана Павла II;
- Початкова школа № 5.

Гімназії та школи:
- Гімназія № 1;
- Гімназія № 2;
- Гімназія № 3;
- Школа загальноосвітня імені Яна III Собеського;
- Державна школа музики І ступеня;
- Середня школа № 1 імені Тадеуша Костюшка;
- Середня школа № 2.

Також працюють:
- Сервісний відділ шкіл та освітніх установ;
- Департамент професійного розвитку Нижньої Сілезії;
- Олавський центр з фізичної культури;
- Повітова і міська публічні бібліотеки.

## Пам'ятки
- Костел Утішення Матері Божої; у храмі є дві ікони святих — Миколая, Тадея, які перебували у бічних вівтарях цих святих костелу Внебовзяття Пресвятої Діви Марії в Бучачі, та були перевезені етнічними поляками з Галичини під час їх репатріації після другої світової. Третю ікону — «Оплакування Христа» — було викрадено з костелу 1990 року.[4]

## Відомі люди
- кс. Францішек Кутровський (7.2.1907, Бучач — 7.2.1980) — Олавський декан.[5]
- Вітошинський Борис — правознавець, публіцист, діяч ОУН, в'язень нацистських концтаборів. Помер у місті.

## Галерея

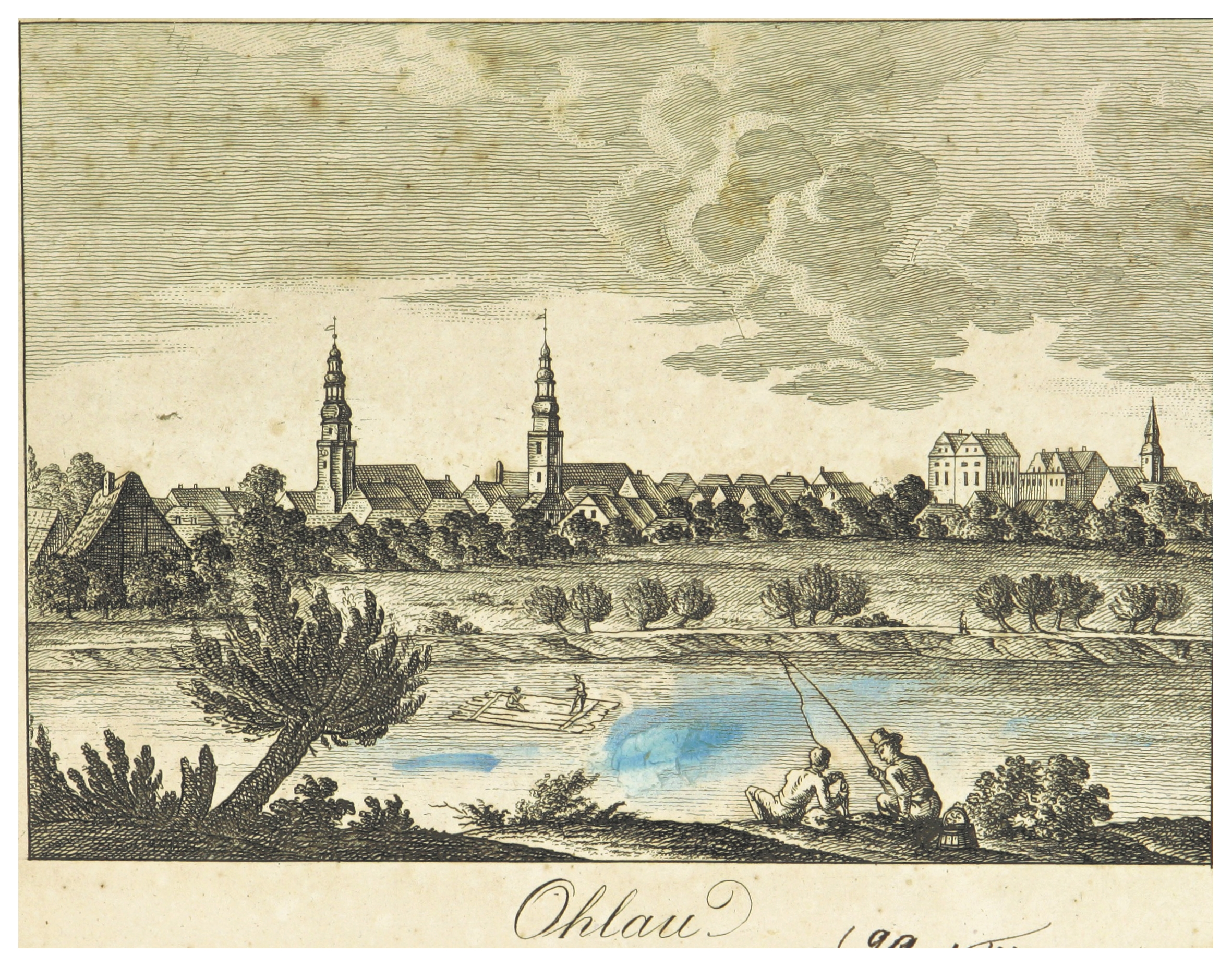
Картина 1819 року
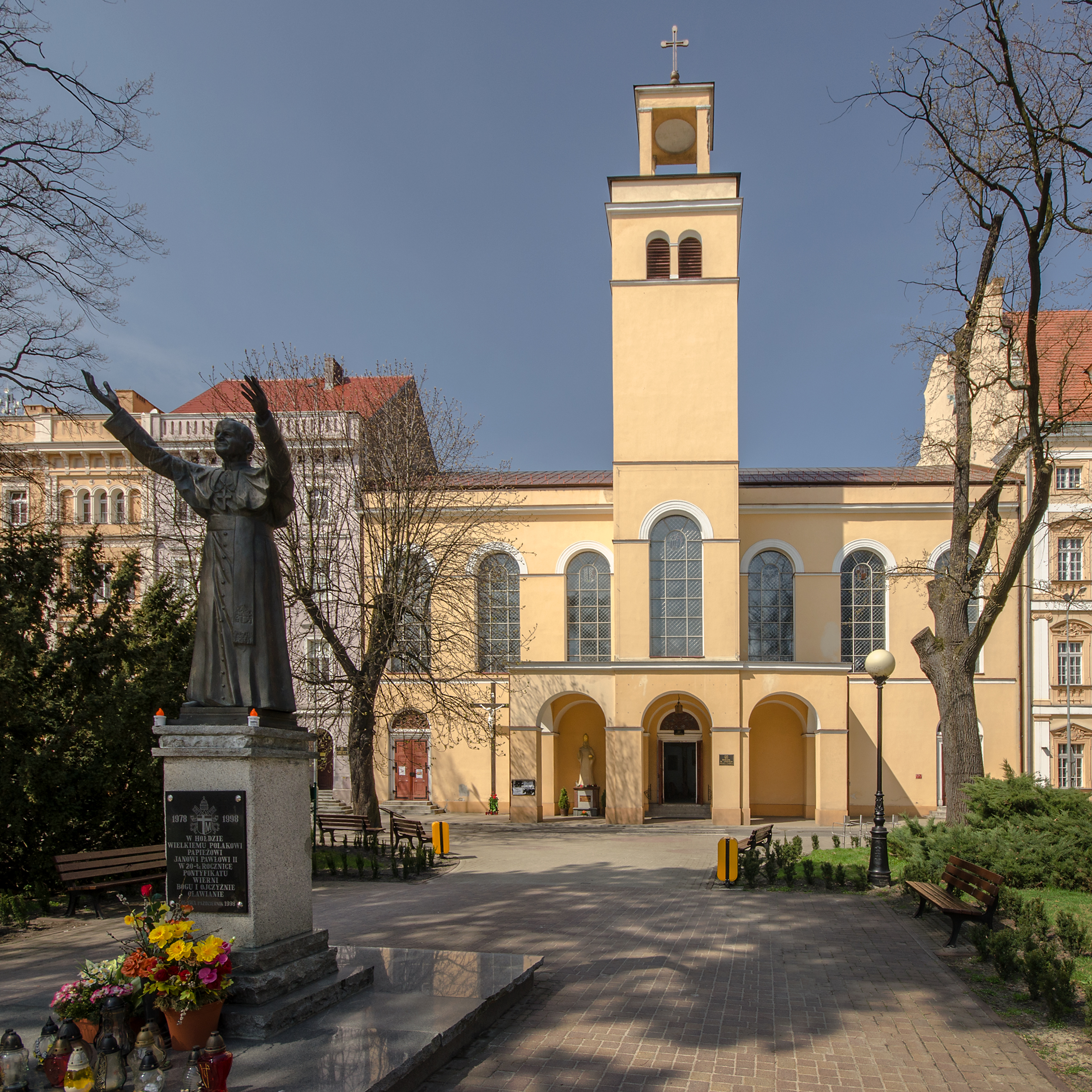
Костел Петра та Павла
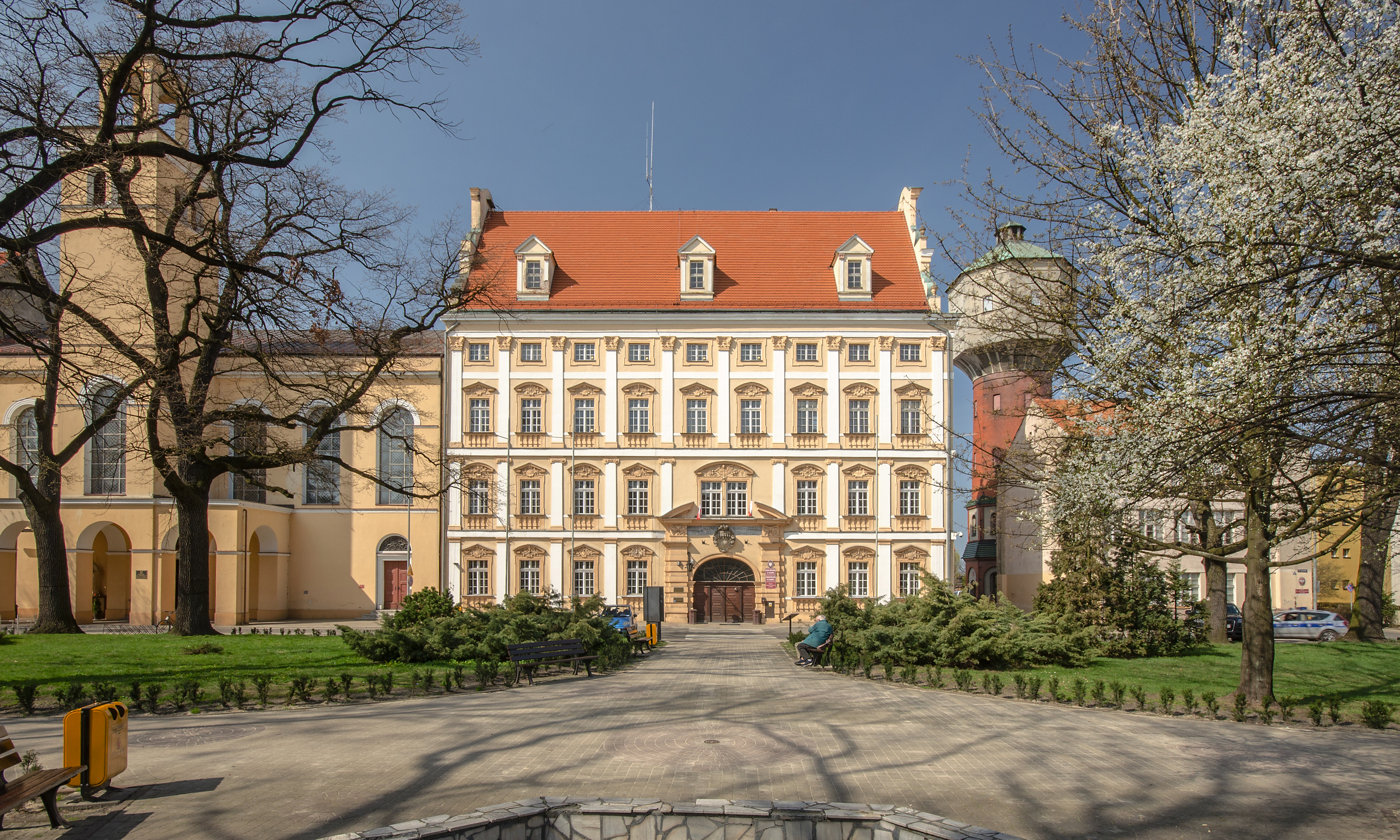
Палац
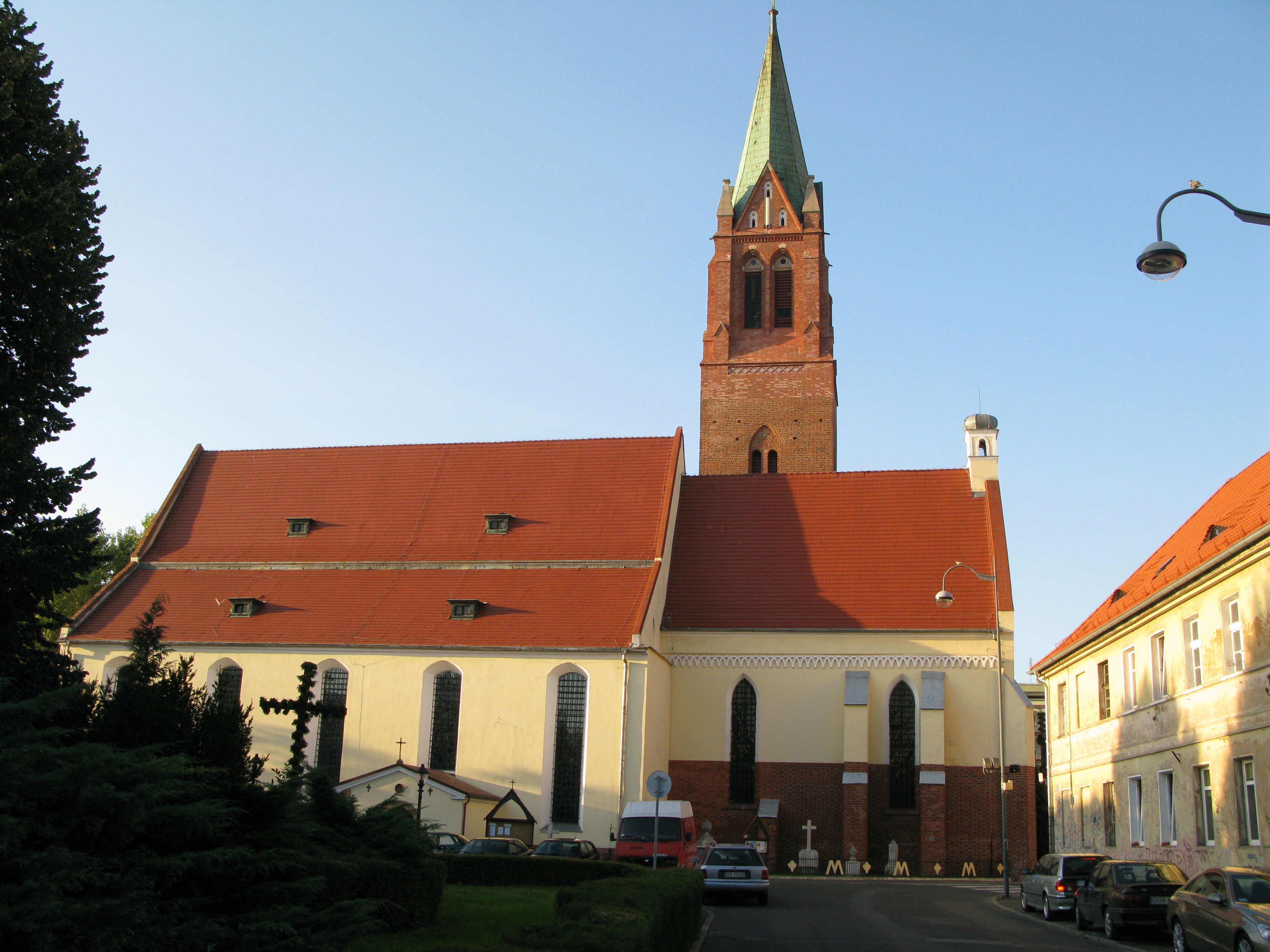
Костел
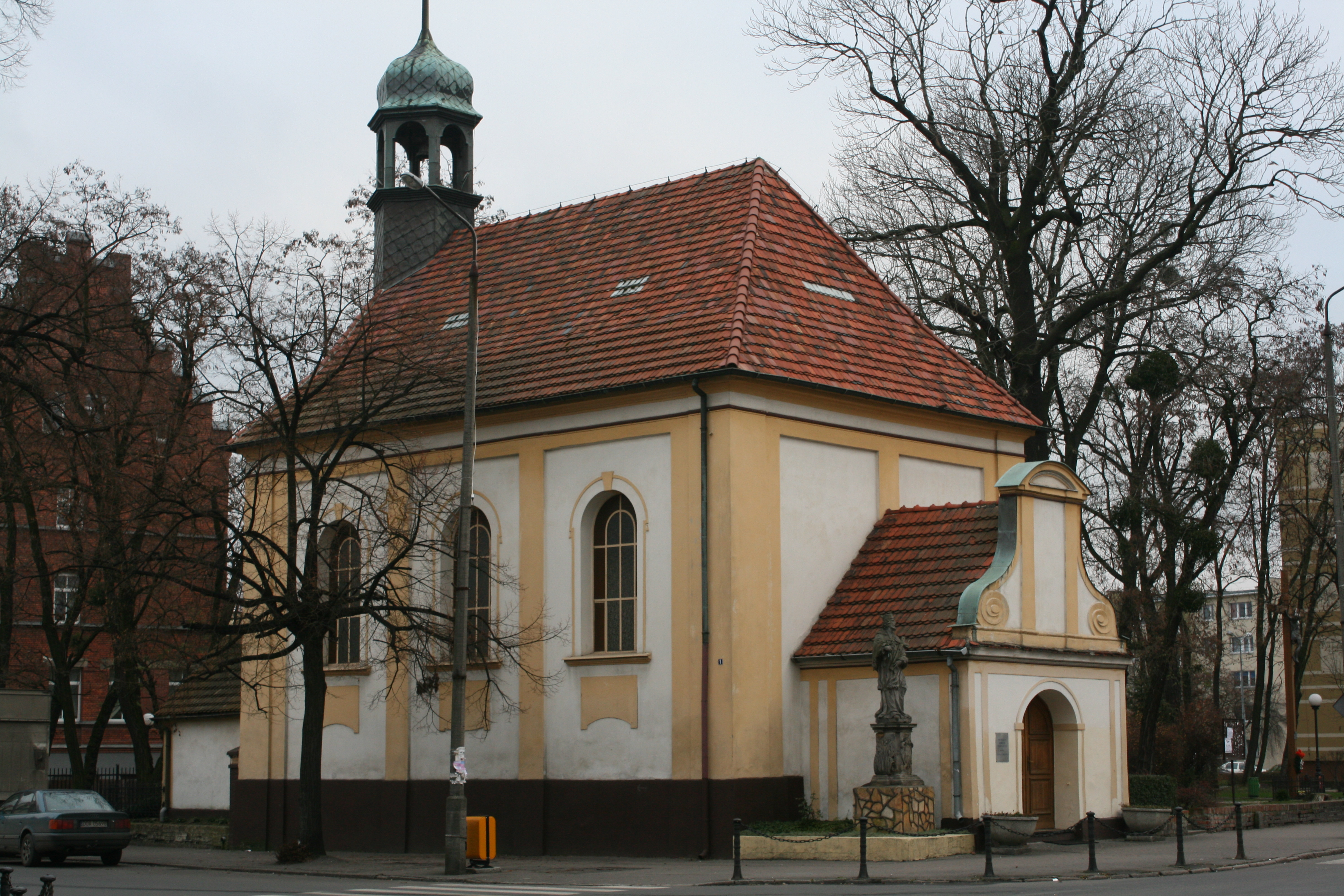
Костел на цвинтарі
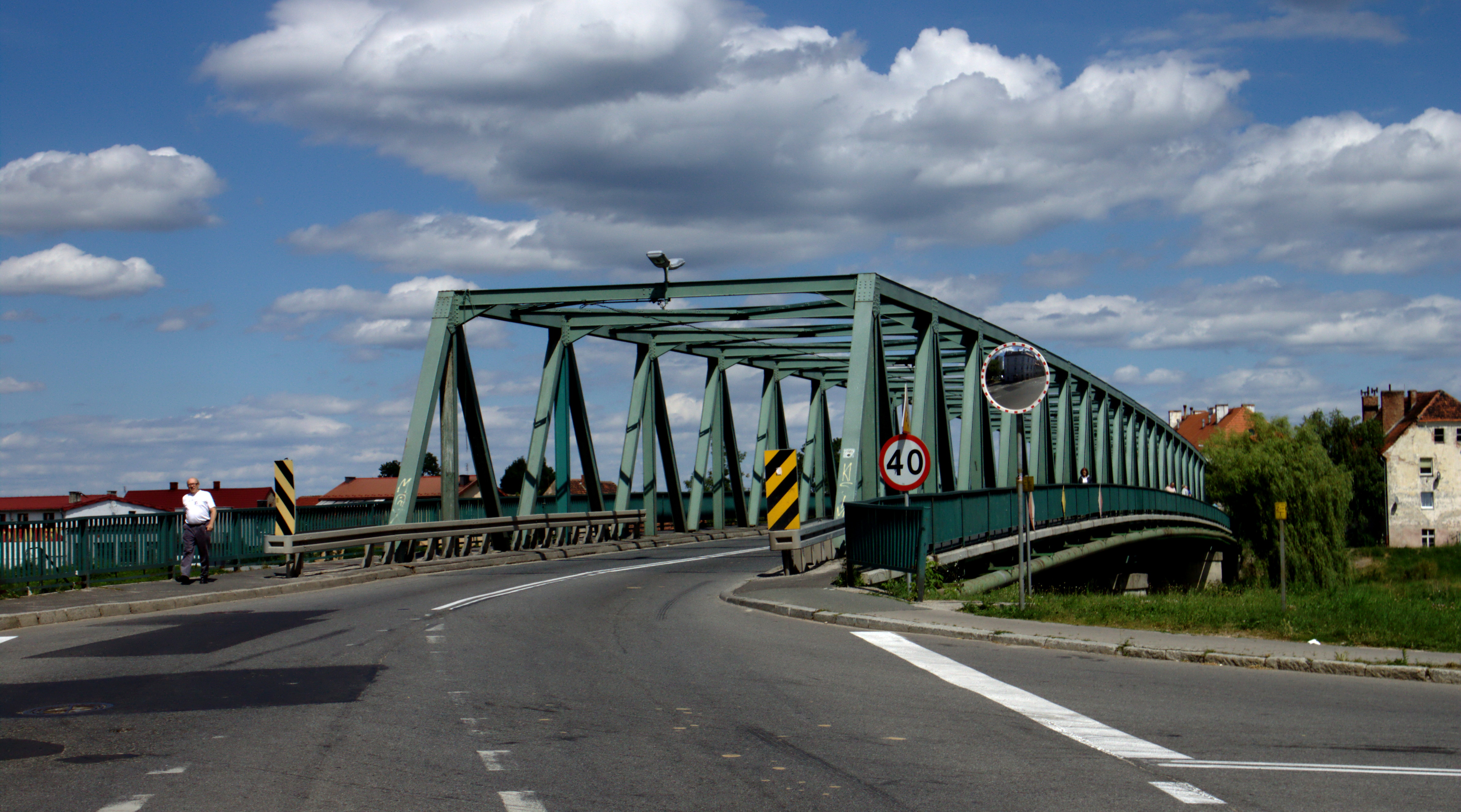
Міст через Одру
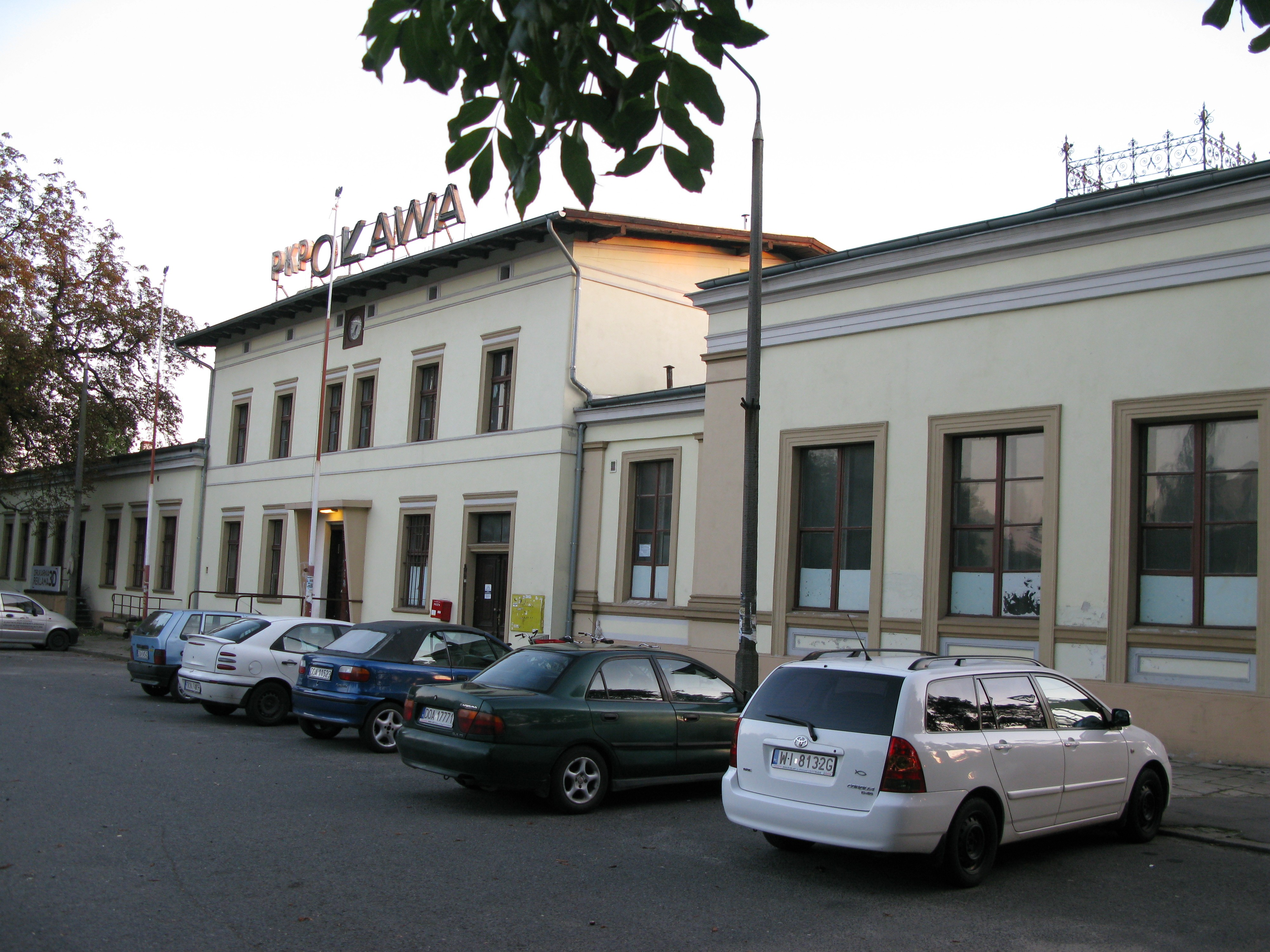
Залізничний возал